# Iquito
L'iquito és una llengua que pertany a la família zaparoana. Se'n diu també iquita, ikito, amacacore o hamacore (denominació en shimigae), quiturano o quiturra (nom donat pels yameo i altres ètnies veïnes del sud). Es troba en veritable perill d'extinció. Els ikitus solen denominar-se a si mateixos paratacay.

## Distribució geogràfica
Districte d'Alt Nanay, província de Maynas, regió de Loreto, el Perú. Els iquitos viuen en les capçaleres del riu Nanay i en la conca del riu Pintoyacu, i se situen principalment en tres llogarets: San Antonio de Pintoyacu (al nord-oest de la ciutat d'Iquitos), Atalaya (aigües amunt de San Antonio), i Saboya.
El territori dels iquito limita a l'est amb el dels yagua (família lingüística peba-yagua), i al sud-oest amb els cocama (família tupí-guaraní). En el passat, els seus veïns del sud-est eren els avui extints yameo (família peba-yagua) i al nord-oest els semigaes, de la mateixa família záparo.

## Nombre de parlants
Cap a mitjan segle xvii, l'ètnia iquito era nombrosa. Una gran quantitat vivia on avui se situa la ciutat d'Iquitos. Cap a 1925, el total aproximat de la població era d'unes 1000 persones, en la seva majoria monolingües. Per a començaments de la dècada de 1960 quedaven a penes uns 100 parlants, a la vora de l'extinció i l'aculturació en la societat hispanoparlant. En els anys 1980 van morir els últims monolingües. Els nens entenien iquito, però no el parlaven; els adults eren bilingües amb el castellà, i els ancians entenien castellà, però només parlaven iquito. Al començament del segle XXI, l'ètnia iquito es redueix probablement a unes 350 persones. D'elles, entre 22 i 26 tenen perfecte coneixement de la llengua, unes 15 a 20 més són semiparlants i tal vegada un altre punt són parlants passius.
Els iquito van morir de verola, tuberculosi, pneumònia. La bonança econòmica denominada boom o febre del cautxú i el sistema de latifundis agraris van tenir efectes devastadors en una població de caçadors, pescadors i recol·lectors amb activitat agrícola de subsistència.

## Fonologia

### Vocals
|         | Anterior | Central | Posterior |
| ------- | -------- | ------- | --------- |
| Tancada | i        | ɨ       | u         |
| Oberta  | a        |         |           |

### Consonants
|            | Bilabial | Dental / Alveolar | Palatal | Velar | Glotal |
| ---------- | -------- | ----------------- | ------- | ----- | ------ |
| Oclusiva   | [p]      | [t]               |         | [k]   |        |
| Fricativa  |          | [s]               |         |       | [h]    |
| Nasal      | [m]      | [n]               |         |       |        |
| Aproximant | [w]      |                   | [j]     |       |        |
| Vibrant    |          | [r]               |         |       |        |